# Morris (Comiczeichner)

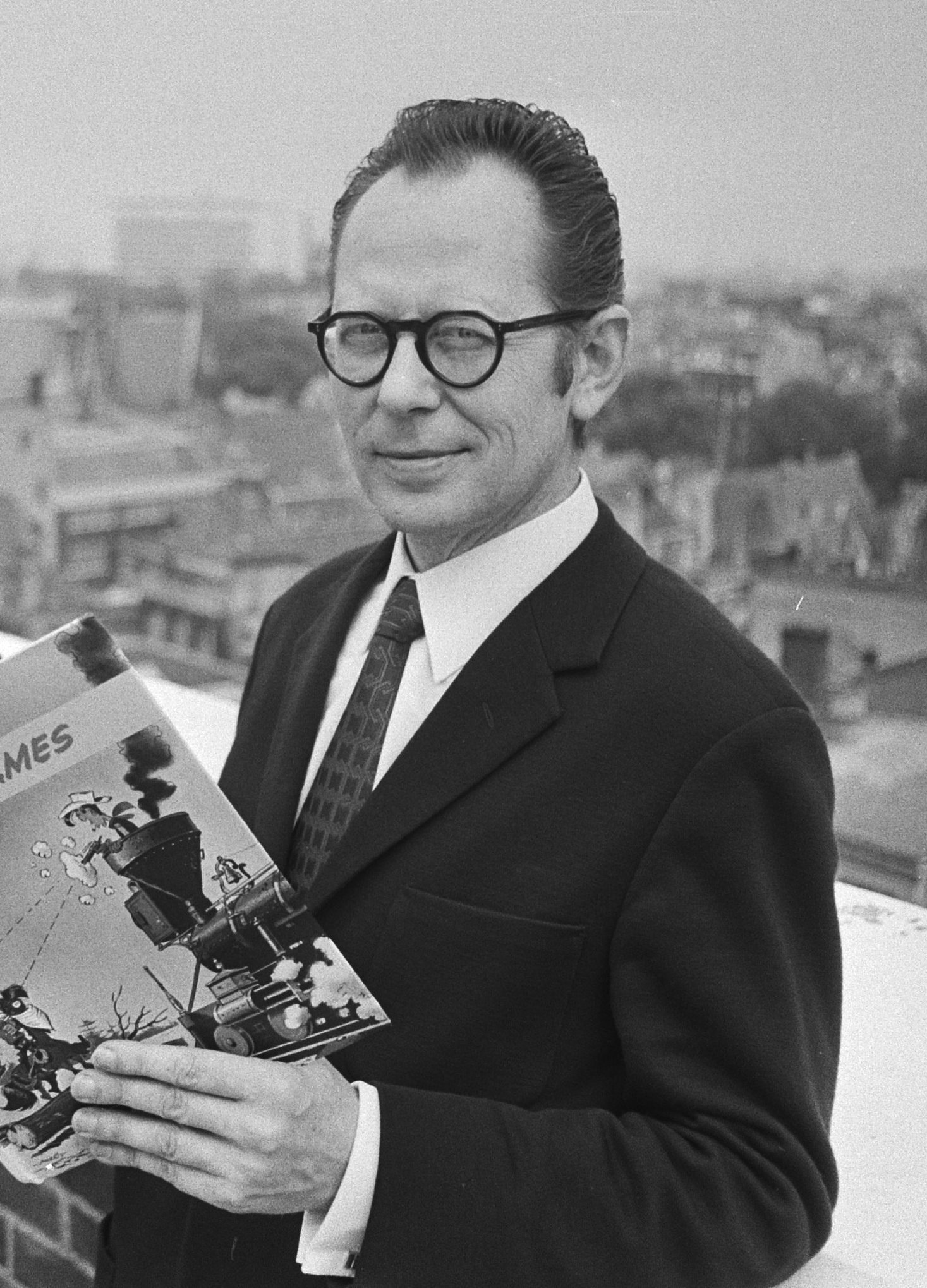
Morris im Mai 1971 mit dem Album Jesse James aus der Serie Lucky Luke

Maurice De Bevere (* 1. Dezember 1923 in Kortrijk; † 16. Juli 2001 in Brüssel) war ein belgischer Comiczeichner. Unter seinem Künstlernamen Morris zeichnete er die bekannte frankobelgische Comicserie Lucky Luke.

## Leben und Werk

### Anfänge
Schon als Kind tat sich Maurice als Zeichner hervor und fertigte in der Jesuiten-Schule vor allem Karikaturen seiner Lehrer an. Nach einer Zeichner-Ausbildung arbeitete Morris ab 1944 in dem Trickfilmstudio CBA (Compagnie belge d’actualités), wo er mit Franquin, Eddy Paape und Peyo zusammenkam. 1945 trat er eine Stelle bei den Editions Dupuis, den Herausgebern des Comic-Magazins Spirou, an, wo er Jijé, Will und andere bekannte Zeichner traf.

### Lucky Luke
Wegen seiner Vorliebe für die amerikanische Geschichte begann er mit der Arbeit an einem neuen Wildwest-Comic. Seine erste Lucky-Luke-Geschichte Arizona 1880 erschien 1946 im später berühmten Spirou Almanach 1947. Zunächst hatte Lucky Luke, wie auch z. B. Micky Maus, nur vier Finger an jeder Hand. „Ich hatte damals keinen Stil“ sagte Morris einmal über seine frühen Arbeiten. Er habe keine Ausbildung gehabt und viel von Hergé abgeschaut, Walt Disney und die Serie Popeye hätten ihn stark beeinflusst.

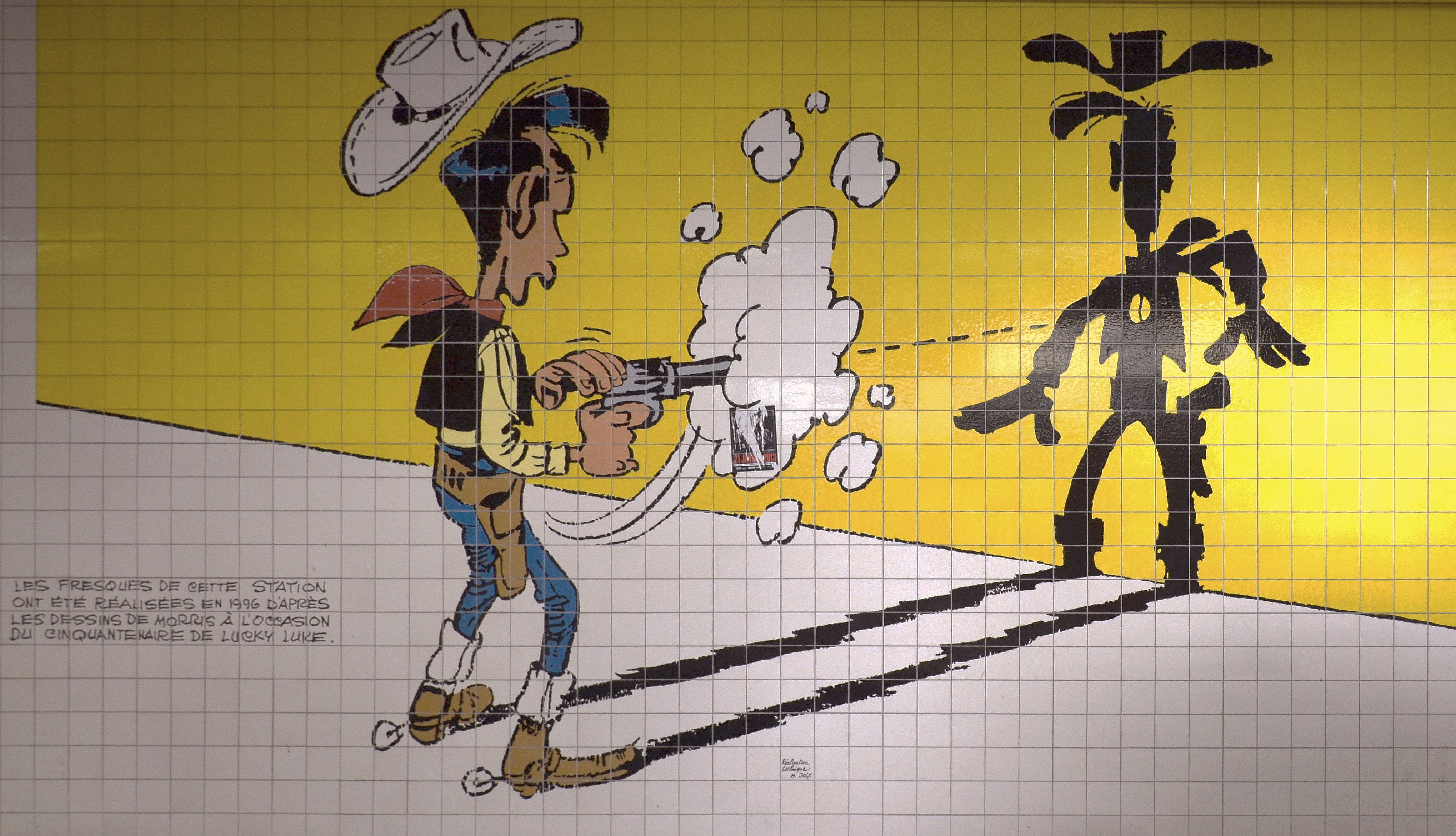
Lucky Luke auf der Wand einer Metrostation in Charleroi, Belgien

Das erste eigentliche Album La Mine d’or de Dick Digger (später dt. Die Goldmine von Dick Digger) erschien 1949. Das erste Mal in deutscher Übersetzung erschien der Cowboy 1958 im Comic-Heft Der heitere Fridolin #1 im Alfons Semrau Verlag, beginnend mit dem ersten Teil von Die Eisenbahn durch die Prärie.
Es folgte ein sechsjähriger Studienaufenthalt in den USA zusammen mit Franquin und Jijé. Ab dieser Zeit legte er für seine Recherchen ein großes Archiv über die Pionierzeit an. In New York lernte er den Franzosen (und späteren Asterix-Autor) René Goscinny kennen, der nach der Rückkehr nach Europa ab 1955 bis zu seinem Tod 1977 die Geschichten für Lucky Luke schrieb.
Typisch für die Comics um Lucky Luke ist das Auftauchen realer Persönlichkeiten aus der Geschichte des Wilden Westens oder aus der Populärkultur, z. B. Jesse James, Calamity Jane, Abraham Lincoln, Billy the Kid, Allan Pinkerton, Louis de Funès, Jean Gabin usw.

### Nach Goscinny
Als René Goscinny 1977 während eines Belastungstests starb, verlor Morris seinen langjährigen Partner und Szenaristen. Im Gegensatz zum Asterix-Zeichner Albert Uderzo arbeitete Morris jedoch bald mit neuen Autoren wie Bob de Groot, Lo Hartog van Banda, Patrick Nordmann sowie dem Team Xavier Fauche und Jean Léturgie zusammen.
Morris starb im Juli 2001 an den Folgen eines Unfalls in seinem Brüsseler Haus. Bis zuletzt hat er an den Abenteuern seines einsamen Cowboys gezeichnet. Kurz vor seinem Tod beendete er mit dem Texter Patrick Nordmann den 70. Lucky-Luke-Band, La Légende de l'ouest (dt. Titel: Eine Wildwest-Legende).

## Nachlass
Morris verfügte testamentarisch, dass nach seinem Ableben die Comic-Reihe um den Cowboy, „der schneller zieht als sein Schatten“, von einem anderen Zeichner weitergeführt werden soll. Sein Nachfolger ist der französische Zeichner Hervé Darmenton, der unter dem Künstlernamen Achdé aktiv ist.

## Werke (Auswahl)
→ Eine Liste aller Lucky-Luke-Comics ist zu finden im Hauptartikel, siehe Lucky Luke#Liste der Comic-Alben.
- 1957: Les Cousins Dalton (Band 12, Text: René Goscinny; dt. Vetternwirtschaft, Bd. 21 bei Egmont Ehapa): Der erste Auftritt der Brüder Joe, Jack, William und Averell Dalton als Vettern der historischen Banditen Bob, Grat, Bill und Emmett Dalton.
- 1977: Le Fil qui chante (Band 46, Text: René Goscinny; dt. Der singende Draht, Bd. 18 bei Egmont Ehapa): Die letzte Lucky-Luke-Geschichte, an der René Goscinny mitwirkte, da er im selben Jahr verstarb.
- 1983: Fingers (Band 52, Text: Lo Hartog van Banda; dt. dito, Bd. 41 bei Egmont Ehapa): Der erste Lucky-Luke-Band, in dem der Cowboy statt einer Zigarette einen Grashalm im Mund hat.
- 2002: La Légende de l'ouest (Band 70, Text: Patrick Nordmann; dt. Eine Wildwest-Legende, Bd. 76 bei Egmont Ehapa): Der letzte von Morris gezeichnete und fertiggestellte Lucky-Luke-Band.[6]

## Auszeichnungen
- 1972: Grand Prix Saint-Michel
- 1988: Die Weltgesundheitsorganisation (WHO) verlieh Morris eine spezielle Medaille, weil er seinem kettenrauchenden Cowboy Lucky Luke 1983 ab dem Band Fingers (Band 52) endgültig das Rauchen abgewöhnte. Die obligatorische Zigarette ersetzte er zeichnerisch durch einen Grashalm. Grund dieser Aktion war der bessere Zugang zum US-amerikanischen Markt.[7]
- 1992: In diesem Jahr erhielt er unter anderem den ersten Preis des Comic-Festivals in Quebec und den Grand Prix der belgischen nationalen Comic-Vereinigung in Brüssel. Anlässlich des 20-jährigen Jubiläums des Internationalen Comic-Salons von Angoulême bekam Morris zudem den Grand Prix Special.[8]